# Culver (Kansas)
Culver è un comune degli Stati Uniti d'America, situato nello Stato del Kansas, nella contea di Ottawa.